# 다기시마촌
다기시마촌(일본어: 多芸島村)은 일본 기후현 안파치군에 설치되었던 촌이다. 현재의 오가키시 남서부에 해당한다. 다기시마촌의 대부분은 다기군 소속이었으나 안파치군으로 편입되었다.

## 참고 문헌
- 角川日本地名大辞典編纂委員会,『角川日本地名大辞典 21 岐阜県』1980, 角川書店